# 羅根山
羅根山（Roggenhorn），是瑞士的山峰，位於該國東南部，由格勞賓登州負責管轄，屬於薩姆瑙恩阿爾卑斯山脈的一部分，海拔高度2,891米，每年平均降雨量1,367毫米。